# Cheiridium tumidum
Cheiridium tumidum är en spindeldjursart som beskrevs av Volker Mahnert 1982. Cheiridium tumidum ingår i släktet Cheiridium och familjen dvärgklokrypare. Inga underarter finns listade i Catalogue of Life.